# Concord Records
Concord Records es una compañía discográfica independiente estadounidense con sede en Beverly Hills, especializada en jazz, pop y rock. Fue fundada en 1972 por Carl Jefferson.

## Historia
La compañía fue creada en 1972 por Carl Jefferson, que era el fundador del festival Concord Jazz Festival en Concord, California. Originalmente fue conocida como Concord Jazz, como una rama del citado festival. Jefferson era un distribuidor local de automóviles y fan del jazz que vendió su concesionario para fundar "el sello de jazz que nunca podré encontrar en las tiendas de música".[cita requerida]
Concord emite grabaciones en vivo de festivales y otros lugares, incluyendo una serie de recitales de piano de Maybeck Recital Hall en Berkeley, por muchos pianistas reconocidos. El logo original de la firma era una corchea estilizada que incorpora la C y la J de "Concord Jazz", y fue creado por el diseñador gráfico del área de la bahía Dan Buck, quien también trabajó en varias portadas de álbumes de la compañía.[cita requerida]
En 1999 Concord Records fue comprado por un consorcio liderado por Hal Gaba y el productor de televisión Norman Lear. Sus oficinas fueron trasladadas de Corcord a Beverly Hills en 2002. Su catálogo incrementó en 2004 con la compra de Fantasy Records, lo cual significó la adquisición de Prestige Records, Stax Records y Specialty Records. La empresa resultante de la fusión llegó a ser conocido como Concord Bicycle Music. Ese mismo año, Concord se asoció con Starbucks para publicar el álbum de Ray Charles Genius Loves Company, el cual ganó ocho Grammys, incluyendo Álbum del Año.
El 19 de diciembre de 2005, fue anunciado que el grupo había comprando Telarc Records y su filial Heads Up, en un acuerdo cuyos términos no fueron divulgados.
En 2007, Concord comenzó el sello Hear Music en asociación con Starbucks, firmando a artistas tales como Paul McCartney, Joni Mitchell, y John Mellencamp. Aunque Starbucks dejó de ser socio activo un año después, Concord mantuvo Hear activo, teniendo un álbum Top 5 en 2010 con el álbum en vivo de Carole King y James Taylor Live at the Troubadour.
En 2008, Village Roadshow Pictures Group y Concord Music Group completaron su fusión, del cual surgió Village Roadshow Entertainment Group.
Kenny G firmó con Concord a comienzos de 2008, Herb Alpert a comienzos de 2009. El 5 de junio de 2009, Dave Koz firmó con Concord.
Los artistas de la discográfica han ganado 14 Grammys y 88 nominaciones.

## Artistas
- Andrzej Wasowski
- Barney Kessel
- Barry Manilow
- Ben Williams
- Benny Golson
- Benny Reid
- Bill Evans
- Billy Gibbons
- Boney James
- Bruce Forman
- Bud Shank
- Cal Tjader
- Carl Fontana
- Charlie Byrd
- Chick Corea
- Christian Scott
- Clare Fischer
- Curtis Stigers
- Dave Brubeck
- Dave Koz
- Dave McKenna
- David Pack
- Dee Bell
- Dennis Rowland
- Dirty Dozen Brass Band
- Eiji Kitamura
- Emily Remler
- Erin Boheme
- Ernestine Anderson
- Esperanza Spalding
- Fantasia
- Fourplay
- Frank Vignola
- Fraser MacPherson
- Gary Foster
- Gene Harris
- George Benson
- George Shearing
- Haley Reinhart
- Herb Ellis
- Jacky Terrasson
- Jake Hanna
- James Williams
- Jane Monheit
- Javier Colon
- Jim McNeely
- Jimmy Demers
- Karrin Allyson
- Kate Bush
- Kate Higgins
- Ken Peplowski
- Kenny G
- Kurt Elling
- Laurindo Almeida
- Marian McPartland
- Mel Tormé
- Michael Bolton
- Michael Feinstein
- Molly Ringwald
- Nnenna Freelon
- Poncho Sanchez
- Rachael MacFarlane
- Ramsey Lewis
- Ray Brown
- Regina Belle
- Rob McConnell
- Rosemary Clooney
- Ross Tompkins
- Scott Hamilton
- Shelly Manne
- Spencer Day
- Stefon Harris
- Stokley Williams
- Susannah McCorkle
- Sérgio Mendes
- Terence Blanchard
- Tony Bennett
- Toshiko Akiyoshi
- Woody Herman